# Tillbehör
För schacktillbehör se schacktermer.

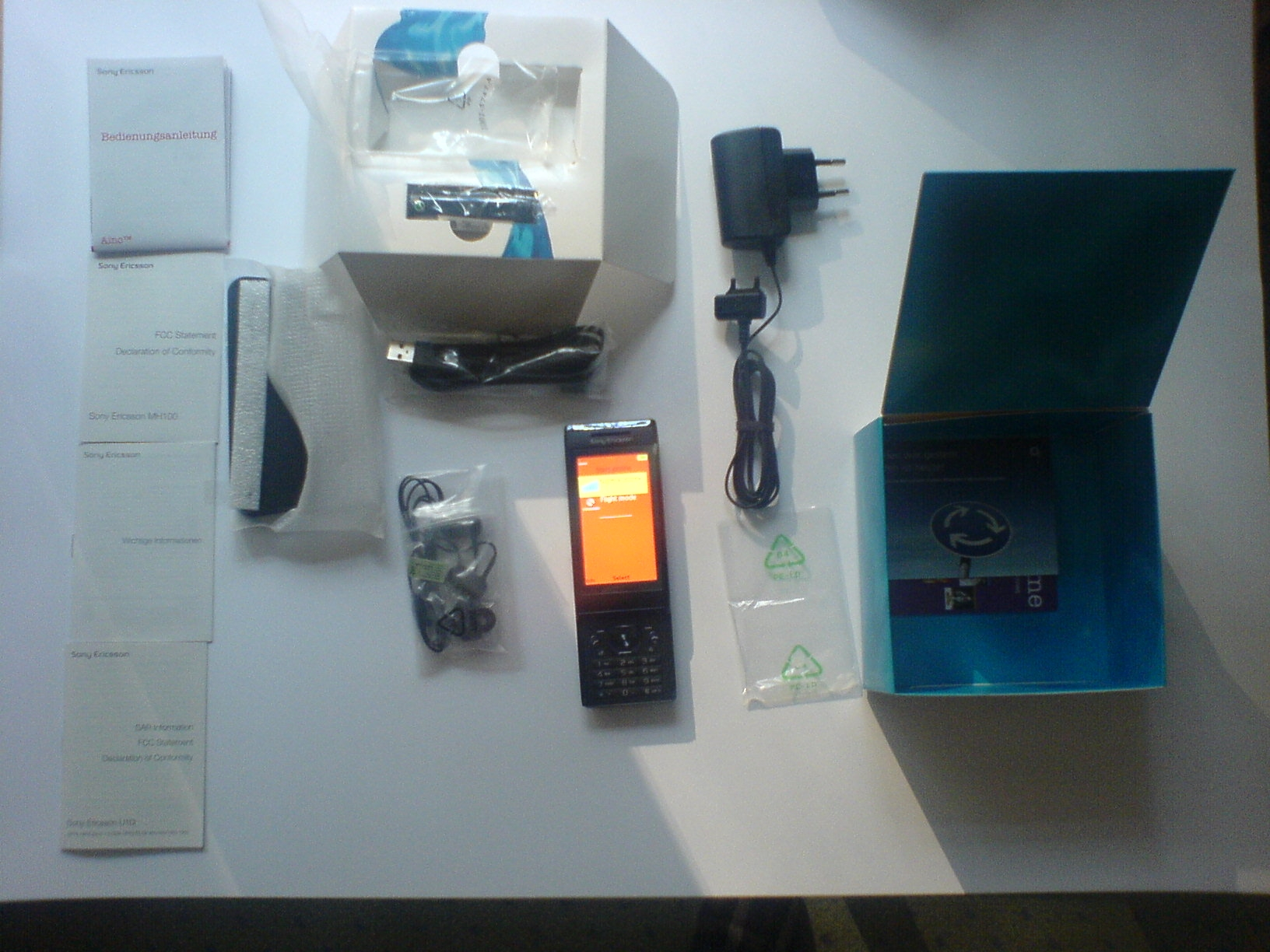
Mobiltelefon med tillbehör.

Ett tillbehör är en enhet som är avsedd att användas tillsammans med en huvudprodukt. Utan samtidig tillgång till en huvudprodukt är användningsområdet för ett tillbehör begränsat eller saknas.
Ex: 
- Ett tangentbord är ett tillbehör till en stationär dator. Utan dator kan inte tangentbordet användas.dator är en elektronisk maskin som kan lagra minnen.
- Ett hus är i lagens mening ett tillbehör till en fastighet.
- Kökstillbehör utgörs av kastruller, stekpannor, kaffekokare, visp och andra verktyg, tallrikar, bestick o s v.
- Reservhjul och takräcke är tillbehör till en bil.